# Seniorengarten (Heilbronn)

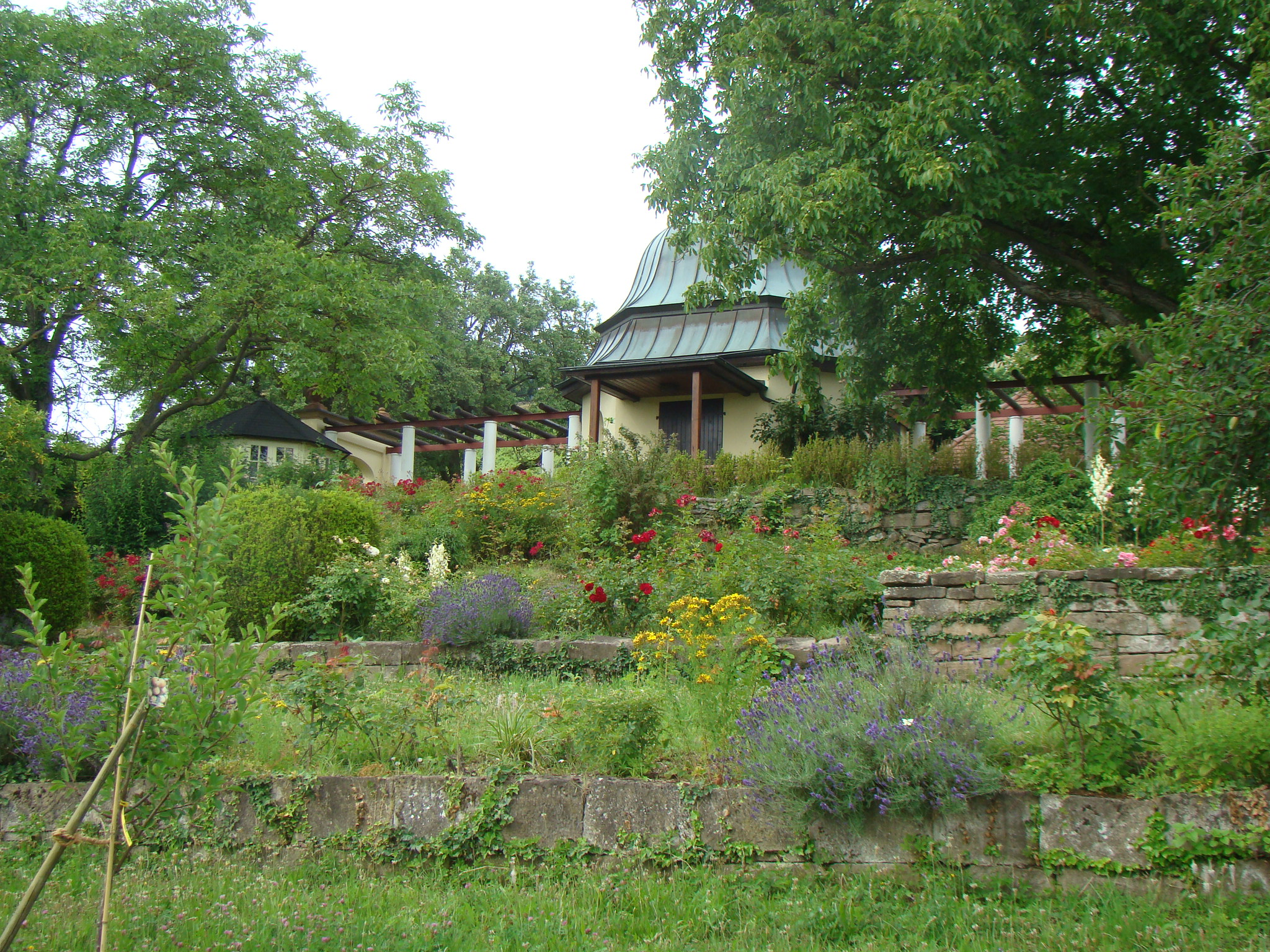
Seniorengarten in Heilbronn

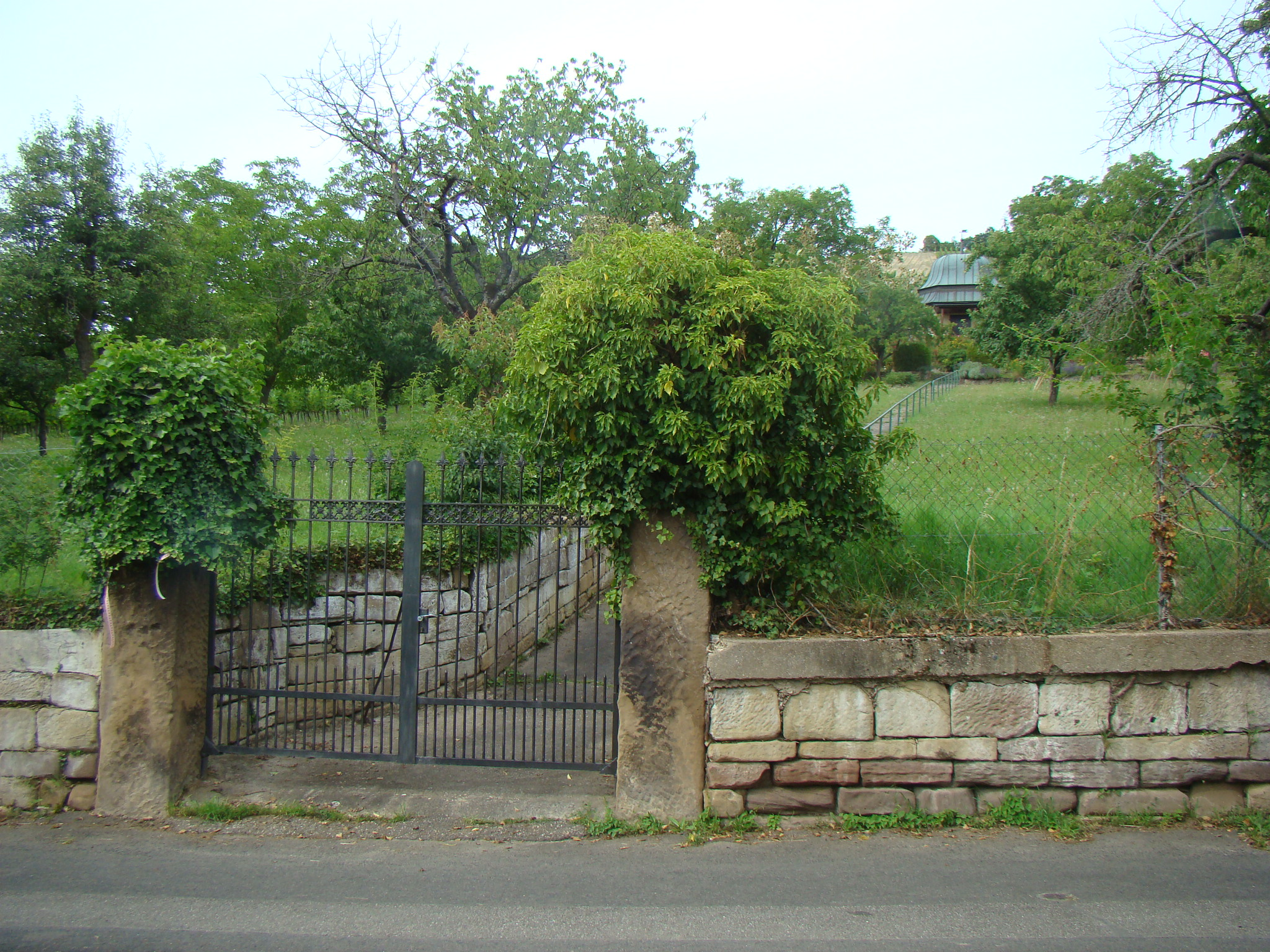
Umfriedung am Verbindungsweg von Wartbergsteige und Raffeltersteige

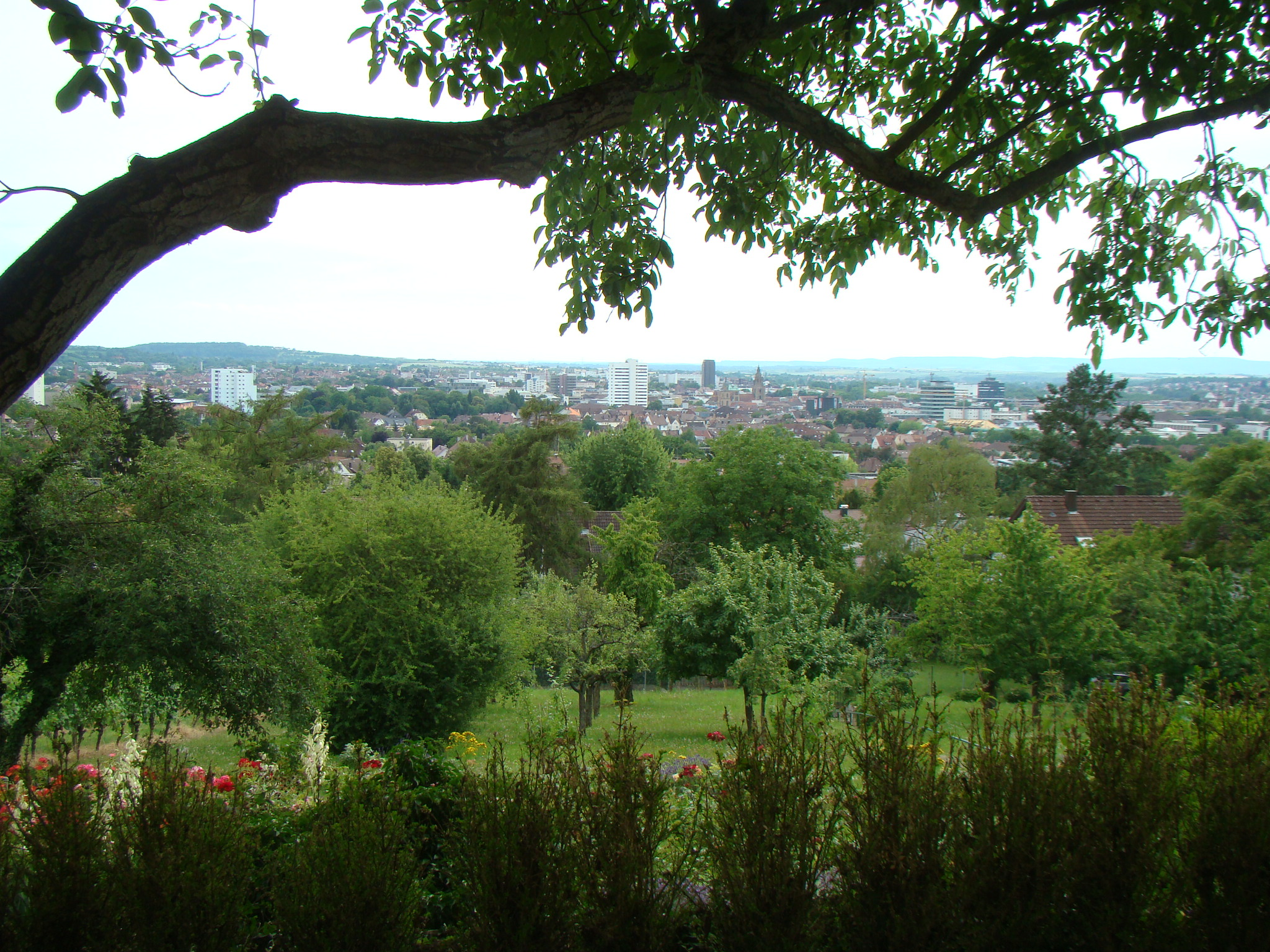
Ausblick vom Seniorengarten über die Stadt Heilbronn

Der Generationengarten (ehemals Seniorengarten) bei der Wartbergsteige in Heilbronn ist ein denkmalgeschütztes Ensemble aus Gartenbelvedere, Garten und Einfriedung. Seit Anfang des Jahres 2017 bewirtschaftet die Evangelische Nikolaikirchengemeinde Heilbronn den Generationengarten am Wartberg.

## Geschichte
Der Garten mit Belvedere wurde 1911/12 nach Plänen von Adolf Braunwald für den jungen Heilbronner Kaufmann Rudolf Sperling (1888–1914) errichtet. Am Fuß des Heilbronner Wartbergs gelegen, entstand dabei eine Sommerfrische mit Ausblick über die Stadt. Kaufmann Sperling starb als Kriegsfreiwilliger bereits wenige Tage nach Kriegsbeginn 1914. Das 38 Ar große Grundstück kam danach in den Besitz seiner Cousine, der Krankenschwester und späteren Stadträtin Irmgard Link (1888–1976). Die Familie Link hat den Garten 1975 der evangelischen Gesamtkirchengemeinde Heilbronn gestiftet. Als Auflage der Stiftung wurde vereinbart, dass das Gelände zum Zweck der Müttererholung und der Jugendpflege zu verwenden ist. Unter Verwaltung durch die Heilbronner Diakonie entstand daraufhin der Seniorengarten, als Erholungsort für Ältere und Begegnungsstätte. Die Diakonie hat die Betreuung des Seniorengartens zum 31. Dezember 2016 beendet.
Anfang 2017 haben interessierte Gemeindemitglieder der Nikolaikirchengemeinde Heilbronn einen Freundeskreis "Generationengarten am Wartberg" gegründet und die Bewirtschaftung und Erhaltung des Gartens übernommen. Es folgte die Umbenennung in Generationengarten – als Begegnungsstätte über die Grenzen der Gemeinde hinaus und für allen Generationen offen.
Der Unterhalt der Anlage wird über Spenden, Vermietungen und aus der Kollekte von dort stattfindenden Gottesdiensten im Grünen bestritten. Die anfallenden Arbeiten werden von ehrenamtlichen Helfern erledigt.

## Beschreibung
Der Generationengarten ist ein rechteckiges Grundstück, das sich vom Eingang am Verbindungsweg von Wartbergsteige und Raffeltersteige in nordöstlicher Richtung den Fuß des Wartbergs hinaufzieht. Das Grundstück ist durch Trockenmauern terrassiert. Mittig im Grundstück verläuft ein Weg mit Treppen zu einem zentralen oktogonalen Pavillon, der links und rechts von einer vasenbekrönten Pergola und kleinen Nebengebäuden flankiert wird. Mit der Welschen Haube des Pavillons und der Vasenbekrönung ist das Belvedere dem Stil des Neobarock zuzuordnen. Im Garten gibt es einen reichen Bestand an verschiedenen Obstbäumen und -sträuchern sowie Blumenbeeten.